# Centralismo
Il centralismo è un sistema politico in cui i poteri politici e amministrativi sono concentrati negli organismi centrali dello Stato ed è l'opposto del concetto di federalismo, nel quale il potere viene distribuito tra più organi.
Tradizionalmente centralisti sono paesi come la Francia, le cui suddivisioni geografiche (arrondissement) hanno poca autonomia. Federalisti sono invece paesi come gli Stati Uniti d'America, il Brasile, il Canada e i paesi di lingua tedesca (Germania, Austria e Svizzera). Gli enti che compongono queste federazioni hanno spesso nomi diversi (Stati, Länder, cantoni).